# Joel Przybilla
Joel Anthony Przybilla (Monticello, 10 ottobre 1979) è un ex cestista statunitense, professionista nella NBA.

## Carriera

### High school e università
Frequenta la "Monticello High School", nella cui squadra di basket, i Magic, viene allenato da Max LaVelle. Dopo la high school, frequenta l'"Università del Minnesota" ed entra nei Minnesota Golden Gophers, disputando due stagioni ad ottimi livelli.

### NBA
Al draft NBA 2000 viene scelto dagli Houston Rockets al posto 9 del primo giro, per poi esser girato ai Milwaukee Bucks nella trade che porta Jason Collier in Texas. Dopo l'esperienza con i Bucks, gioca ad Atlanta e a Portland. Questa franchigia lo acquista dopo la stagione 2003-04, quando Przybilla era un free agent, cioè un giocatore senza contratto, superando Toronto e Phoenix, squadre interessate a servirsi delle sue prestazioni. L'apporto alla squadra dell'Oregon è molto positivo, con 7,7 rimbalzi e 2 stoppate di media nella stagione 2004-05.
Diventa nuovamente un free agent al termine della stagione 2005-06. Dopo esser stato tentato da diversi team, accetta un ulteriore contratto coi Blazers, che gli offrono 32 milioni di dollari per 5 anni. Tra i team interessati al centro, vi erano Bulls e Pistons, questi ultimi in cerca di un sostituto del partente Ben Wallace. Bill Duffy, agente di Przybilla, spiegando le ragioni della scelta dei Blazers in luogo di una squadra di più alto livello, dice che l'ha fatto in segno di riconoscenza, vista l'opportunità che i Trail Blazers gli avevano dato due anni prima, opportunità data da nessun'altra franchigia. Allo stesso tempo, l'offerta di Portland era maggiore rispetto alle altre, tra cui quelle di Detroit Pistons e San Antonio Spurs.
Il 22 marzo 2008 fa registrare 25 rimbalzi, suo career high.

## Statistiche

### College
| Anno      | Squadra                  | PG | PT | MP   | TC%  | 3P% | TL%  | RP  | AP  | PRP | SP  | PP   |
| --------- | ------------------------ | -- | -- | ---- | ---- | --- | ---- | --- | --- | --- | --- | ---- |
| 1998-1999 | Minnesota Golden Gophers | 28 | 26 | 25,5 | 56,0 | -   | 57,7 | 5,8 | 1,5 | 0,6 | 3,0 | 6,7  |
| 1999-2000 | Minnesota Golden Gophers | 21 | 19 | 30,4 | 61,3 | -   | 49,5 | 8,4 | 2,4 | 0,8 | 3,9 | 14,2 |
| Carriera  | Carriera                 | 49 | 45 | 27,6 | 59,1 | -   | 52,1 | 6,9 | 1,9 | 0,7 | 3,4 | 9,9  |

### NBA

#### Regular season
| Anno      | Squadra             | PG  | PT  | MP   | TC%  | 3P% | TL%  | RP  | AP  | PRP | SP  | PP  |
| --------- | ------------------- | --- | --- | ---- | ---- | --- | ---- | --- | --- | --- | --- | --- |
| 2000-2001 | Milwaukee Bucks     | 33  | 13  | 8,2  | 34,3 | 0,0 | 27,3 | 2,2 | 0,1 | 0,1 | 0,9 | 0,8 |
| 2001-2002 | Milwaukee Bucks     | 71  | 62  | 15,9 | 53,5 | 0,0 | 42,2 | 4,0 | 0,3 | 0,3 | 1,7 | 2,7 |
| 2002-2003 | Milwaukee Bucks     | 32  | 17  | 17,1 | 39,1 | 0,0 | 50,0 | 4,5 | 0,4 | 0,3 | 1,4 | 1,5 |
| 2003-2004 | Milwaukee Bucks     | 5   | 0   | 6,6  | 0,0  | 0,0 | 50   | 2,0 | 0,6 | 0,0 | 0,0 | 0,2 |
| 2003-2004 | Atlanta Hawks       | 12  | 12  | 26,2 | 36,0 | 0,0 | 41,4 | 8,4 | 0,3 | 0,4 | 1,4 | 4,0 |
| 2004-2005 | Portland T. Blazers | 76  | 50  | 24,4 | 59,8 | 0,0 | 51,7 | 7,7 | 1,0 | 0,3 | 2,1 | 6,4 |
| 2005-2006 | Portland T. Blazers | 56  | 52  | 24,9 | 54,8 | 0,0 | 53,2 | 7,0 | 0,8 | 0,4 | 2,3 | 6,1 |
| 2006-2007 | Portland T. Blazers | 43  | 43  | 16,3 | 47,4 | 0,0 | 37,0 | 3,9 | 0,3 | 0,2 | 1,6 | 2,0 |
| 2007-2008 | Portland T. Blazers | 77  | 67  | 23,6 | 57,6 | 0,0 | 68,0 | 8,4 | 0,4 | 0,2 | 1,2 | 4,8 |
| 2008-2009 | Portland T. Blazers | 82  | 43  | 23,8 | 62,5 | 0,0 | 66,3 | 8,7 | 0,3 | 0,4 | 1,2 | 5,5 |
| 2009-2010 | Portland T. Blazers | 30  | 9   | 22,7 | 52,3 | 0,0 | 64,7 | 7,9 | 0,3 | 0,3 | 1,4 | 4,1 |
| 2010-2011 | Portland T. Blazers | 31  | 9   | 14,4 | 61,8 | 0,0 | 56,5 | 3,9 | 0,4 | 0,2 | 0,5 | 1,8 |
| 2010-2011 | Charlotte Hornets   | 5   | 0   | 14,8 | 40,0 | 0,0 | 25   | 4,8 | 0,0 | 0,0 | 0,2 | 1,8 |
| 2011-2012 | Portland T. Blazers | 27  | 19  | 16,6 | 45,8 | 0,0 | 61,1 | 5,1 | 0,2 | 0,2 | 0,6 | 2,0 |
| 2012-2013 | Milwaukee Bucks     | 12  | 1   | 5,7  | 25,0 | 0,0 | 0,0  | 1,8 | 0,3 | 0,1 | 0,2 | 0,2 |
| Carriera  | Carriera            | 592 | 397 | 19,8 | 55,2 | 0,0 | 55,7 | 6,2 | 0,4 | 0,3 | 1,4 | 3,9 |

#### Play-off
| Anno     | Squadra             | PG | PT | MP   | TC%  | 3P% | TL% | RP  | AP  | PRP | SP  | PP  |
| -------- | ------------------- | -- | -- | ---- | ---- | --- | --- | --- | --- | --- | --- | --- |
| 2001     | Milwaukee Bucks     | 1  | 0  | 2,0  | 0,0  | 0,0 | 0,0 | 0,0 | 0,0 | 0,0 | 0,0 | 0,0 |
| 2003     | Milwaukee Bucks     | 4  | 3  | 8,3  | 0,0  | 0,0 | 0,0 | 2,5 | 0,3 | 0,0 | 0,5 | 0,5 |
| 2009     | Portland T. Blazers | 6  | 6  | 27,0 | 55,6 | 0,0 | 50  | 7,3 | 1,3 | 0,7 | 2,0 | 3,8 |
| Carriera | Carriera            | 11 | 9  | 17,9 | 57,9 | 0,0 | 50  | 4,9 | 0,8 | 0,4 | 1,3 | 2,3 |

#### Massimi in carriera
- Massimo di punti: 19 (2 volte)[1]
- Massimo di rimbalzi: 26 vs Los Angeles Clippers (22 marzo 2008)
- Massimo di assist: 4 (7 volte)
- Massimo di palle rubate: 3 (4 volte)
- Massimo di stoppate: 9 vs Seattle SuperSonics (2 aprile 2006)
- Massimo di tiri liberi: 6 (3 volte)

## Palmarès
- McDonald's All-American Game (1998)

## Soprannomi
La carriera di Joel Przybilla è contraddistinta da numerosi nickname, nati giocando sul suo aspetto fisico, sul suo modo di giocare e sul suo particolare cognome. Tra i soprannomi più diffusi sul suo conto, c'è "The Vanilla Gorilla", nato sin dai tempi dell'università; "Joel Dolla-Dolla-Billa", "Przybilla the Trilla", "Prizby","Joel Daddy", "White Kong", "Joel Zilla", "Ghostface Przybilla", "Psyco" e altri.